# 477

## Nașteri
- dată necunoscută: Papa Silveriu  (d. 537)

## Decese
- dată necunoscută: Genseric  (n. 389)
- dată necunoscută: Basina de Thuringia  (n. 438)